# 熱列茲尼察河
42°06′21″N 19°05′16″E / 42.1058°N 19.0878°E

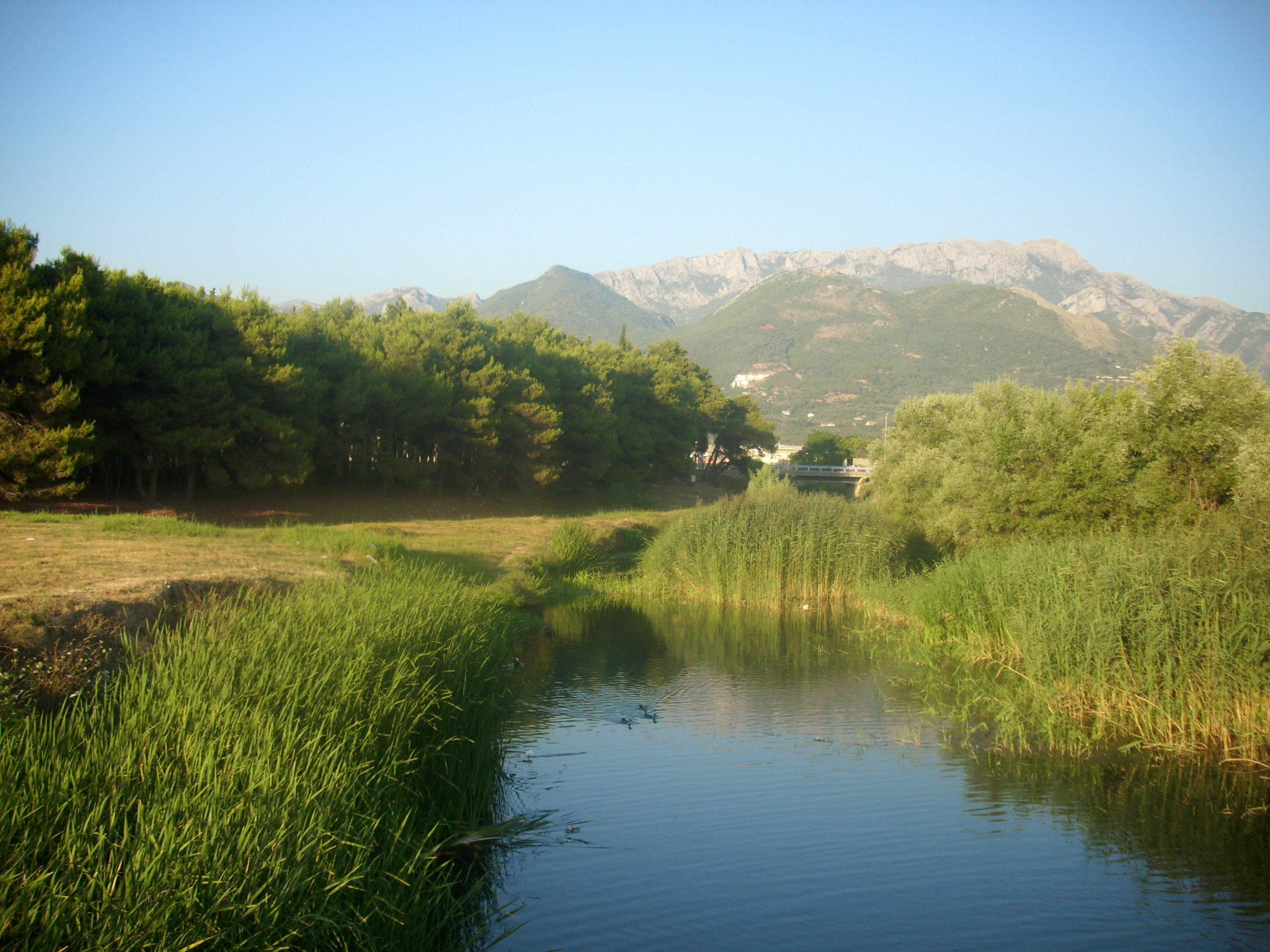

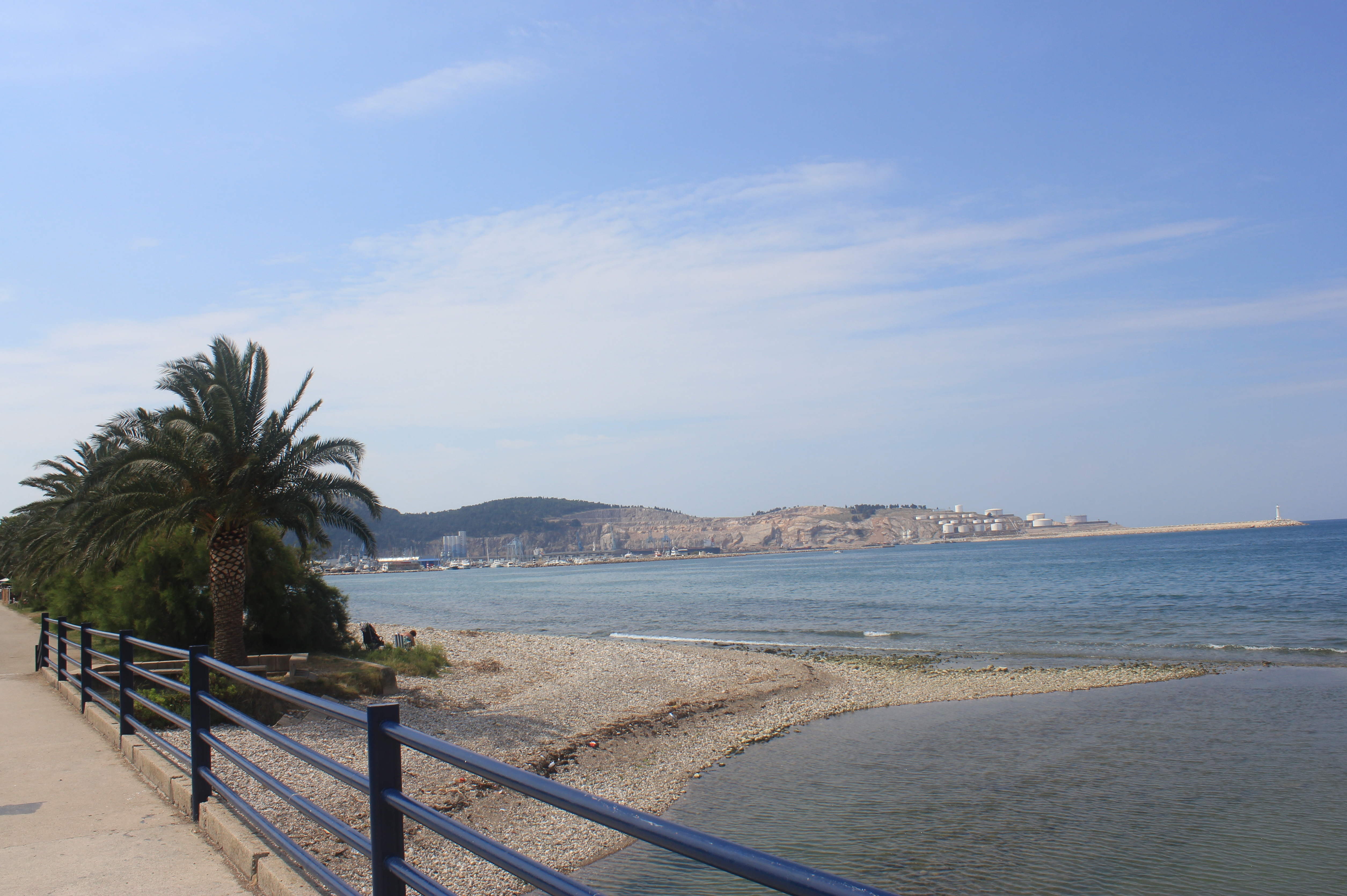

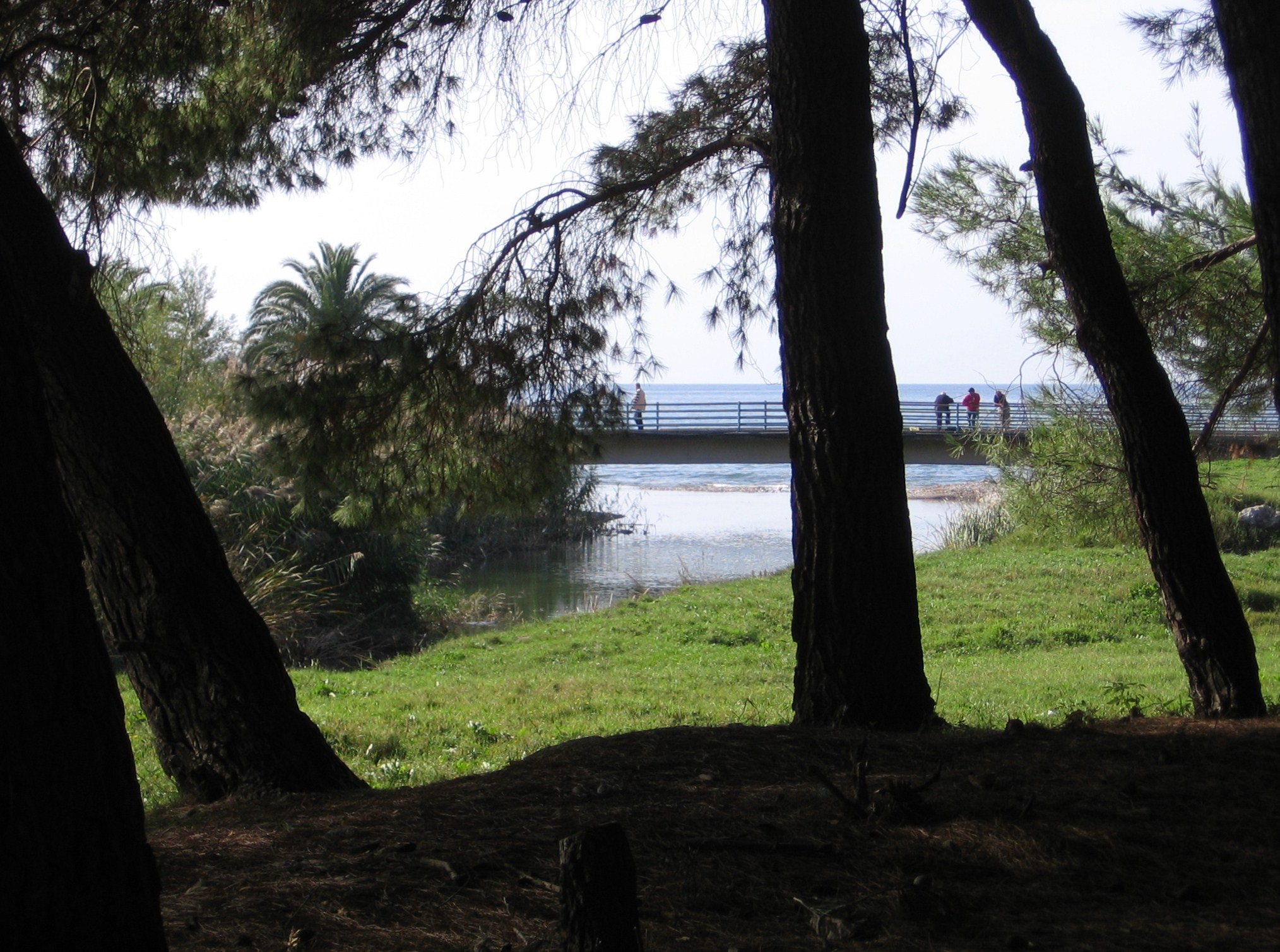

熱列茲尼察河是蒙特內哥羅的河流，位於該國東南部，河道全長19.5公里，最終注入亞得里亞海，河畔城鎮有巴爾，1878年柏林會議把該河流劃為奧匈帝國和黑山王國接壤的邊境。